# As (Bélgica)
As es un municipio de la provincia de Limburgo (Bélgica).

## Historia
El municipio de As, fue fundado en 1971 tras la fusión de las localidades As y Niel-bij-As, situadas entre los ríos Demer y Meuse. La ubicación de los asentamientos cerca de un curso de agua en esta región seca dio lugar a los nombres de los pueblos: "As" es un nombre prehistórico para el agua ("Aska").

## Demografía

### Evolución
Todos los datos históricos relativos al actual municipio, el siguiente gráfico refleja su evolución demográfica, incluyendo municipios después de efectuada la fusión el 1 de enero de 1977.
| Gráfica de evolución demográfica de As entre 1846 y 2020 |
|                                                          |

- Datos: Q696591
- Multimedia: As (Belgium) / Q696591